# 西宮警察署
西宮警察署（にしのみやけいさつしょ）は、兵庫県警察が管轄する警察署の一つ。署員数400名以上の大規模警察署であり、署長は警視正。署員数では姫路、加古川に次いで3番目となる。管轄地区人口は約36万人であり、県内最大であり、西宮市は震災後の再開発で人口が増えており、さらに増加が予想されている。30万人以上の署も、ほかには姫路署、加古川署のみである。
管轄区域は兵庫県西宮市のうち、甲子園などの鳴尾地区周辺を管轄する甲子園警察署の区域を除いた大部分の区域。

## 所在地
- 兵庫県西宮市津田町3番3号

## 管轄区域
- 西宮市（兵庫県甲子園警察署の管轄区域を除く。）

## 交番
- 札場筋交番 - 西宮市本町5-22
- 西宮浜交番 - 西宮市西宮浜4丁目13-5
- 川添交番 - 西宮市川添町7-5
- 市庭交番 - 西宮市市庭町8-15
- 夙川駅前交番（レディースサポート交番） - 西宮市羽衣町9-8
- 越木岩交番 - 西宮市南越木岩町7-20
- 苦楽園交番 - 西宮市苦楽園五番町4-17
- 甲陽園交番 - 西宮市甲陽園西山町1-67
- 寿交番 - 西宮市若松町1-1
- 青木交番 - 西宮市河原町1-51
- 芦原交番 - 西宮市西福町6-3
- 西宮駅前交番 - 西宮市池田町11-3
- 今津駅前交番 - 西宮市津門宝津町10-10
- 社前交番 - 西宮市今津社前町4-14
- 西宮中央交番（レディースサポート交番） - 西宮市高松町14-4
- 北口西交番 - 西宮市南昭和町10-14
- 二見交番 - 西宮市二見町13-19
- 上之町交番 - 西宮市上之町21-19
- 門戸交番 - 西宮市下大市東町1-27
- 甲武橋交番 - 西宮市樋之口町1丁目14-35
- 甲東園交番 - 西宮市甲東園3丁目3-15
- 上ヶ原交番 - 西宮市上甲東園3丁目11-19
- 生瀬交番 - 西宮市塩瀬町生瀬1361-4
- 名塩交番 - 西宮市東山台1丁目2-1
- 山口交番 - 西宮市山口町下山口4丁目1-17

## アクセス
- JR「西宮駅」から北西へ約250m
- 阪神「西宮駅」から北東へ約800m
- 阪急「西宮北口駅」から西南西へ約1,200m